# Jan Kerouac
Janet Michelle Kerouac, detta Jan (Albany, 16 febbraio 1952 – Albuquerque, 5 giugno 1996), è stata una scrittrice statunitense, figlia unica dello scrittore Jack Kerouac e della sua seconda moglie Joan Haverty.

## Biografia
Janet nacque il 16 febbraio 1952, diversi mesi dopo la separazione dei suoi genitori. Joan aveva scoperto di essere incinta poco dopo aver divorziato, ma Jack la accusò di averlo tradito, e mise in dubbio la possibilità che il padre fosse lui, e si rifiutò di vedere la figlia. Nel gennaio del 1955 Joan portò l'ex marito in tribunale per imporgli il pagamento del mantenimento della figlia, tuttavia Jack mostrò al giudice un certificato medico che diagnosticava una flebite, per la quale era inadatto a qualsiasi lavoro. Alla fine, il giudice dichiarò Jack disabile, e la causa non ebbe corso. Janet incontrò il padre per la prima volta all'età di dieci anni, quando fece un test del sangue per confermare o meno la loro parentela. Jack e Janet si incontrarono soltanto un'altra volta, quando lei gli fece visita alla sua casa di Lowell.
Nel 1964 entrò a far parte, seppur per breve tempo, di una girl band chiamata The Whippets, che includeva, oltre a lei , Charlotte Rosenthal e Bibbe Hansen. Il trio pubblicò un singolo intitolato I Want to Talk to You, che però non ottenne un grande successo, e il trio si divise.
Janet visse buona parte della sua vita in povertà, talvolta prostituendosi per guadagnarsi dei soldi,spendendone una buona parte in sostanze stupefacenti. Viaggiò molto, e visse tra Sudamerica ed Europa, oltre che in diverse città degli Stati Uniti.

## Opere
Jan Kerouac scrisse tre opere semiautobiografiche, intitolate Baby Driver : A story abuìout myself (1981), Trainsong (1988), e l'ultima, pubblicata postuma nel 2005, Parrot Fever.

## Morte
Il 5 giugno 1996 Jan Kerouac morì dopo aver subìto l'asportazione della milza ; nel 1991 le era stata diagnosticata un'insufficienza renale, per la quale era stata sottoposta a dialisi.